# Lachnaea laxa
Lachnaea laxa är en tibastväxtart som först beskrevs av Charles Henry Wright, och fick sitt nu gällande namn av J.B.P. Beyers. Lachnaea laxa ingår i släktet Lachnaea och familjen tibastväxter. Inga underarter finns listade i Catalogue of Life.